# Мере Жан
Жан де Мере́ (фр. Jean Mairet; * 10 травня 1604 — † 31 січня 1686) — французький драматург, представник раннього класицизму.

## Біографія
Народився 10 травня 1604 року в Безансоні у Франції.
Попередник Корнеля і Расіна — вперше застосував у французькому театрі прийоми античної драми. Входив до кола авторів, наближених до кардинала Рішельє. Конкурент і опонент Корнеля.
Почав писати в 1620-ті роки в жанрі трагікомедії. Його п'єси ставилися в Бургундському готелі і в театрі Маре.
У 1626 році вдало виступив з пастораллю «Сільвія», що відрізнялася прагненням до природності і реалізму: її героїня-пастушка говорить простонародним наріччям, її коханий принц — придворною мовою.
У передмові до п'єси «Сільваніра» (1630) заявив, що італійці, які обігнали французів у всіх видах мистецтв, навели його на думку звернутися до античності і до Арістотеля, в поетиці якого він знайшов закон трьох єдностей — і цього закону дотримуватиметься, щоб наблизити драматичну виставу до реального життя.
Свій намір Мере виконав в трагедії «Софонісба» (1634), що мала величезний успіх. Вона була настільки популярна, що коли в 1663 році Корнель обробив той самий сюжет, то вибачився перед публікою за свою зухвалість. Вольтер високо оцінив цей твір Мере.
Драми, написані Мере після 1634 року, не мали такого успіху, чим і пояснюються нападки, з якими Мере в 1637 році накинувся на «Сіда» Корнеля.
У 1642 році вийшла агіографічна трагікомедія «Афінаїда».
Всього Мере написав 12 драм.
Помер 31 січня 1686 року в Безансоні у Франції.